# Symphonie no 9 de Glazounov
Pour les articles homonymes, voir Symphonie no 9.
La Symphonie no 9 en ré mineur du compositeur russe Alexandre Glazounov a été commencée en 1910, mais était inachevée au moment de son décès en 1936. Gavril Yudin a orchestré le premier mouvement d'après les esquisses au piano en 1948, puis l'a revisé en 1986.  
D'un tempo Adagio - Allegro moderato - Adagio, ce mouvement unique dure environ 10 minutes.  
La première exécution de cette symphonie a eu lieu le 7 mai 1948 lors d'une émission radiophonique de l'Orchestre Symphonique de la Radio de l'URSS. Sa première représentation publique a été donnée à Kislovodsk le 13 juillet 1948 par l'Orchestre symphonique philharmonique de Leningrad, dirigé par G. Yudin.  
Elle a été enregistrée dès 1965 par Gavril Yudin et l'Orchestre symphonique de la Radio de Moscou pour Melodiya, puis en 1997 par Alexander Anissimov et l'Orchestre symphonique d'État de Moscou pour Naxos et en 2009 par José Serebrier et l'Orchestre national royal d'Écosse.